# 小雷内
小雷内·多斯桑托斯（Renê dos Santos Júnior，1989年9月16日—）是一名巴西职业足球运动员。现在效力于巴西足球甲级联赛哥林多人保利斯塔体育会。

## 俱乐部生涯
2007年，雷内在巴西低级别球队埃斯塔西奥开始足球生涯，2008年效力于萨梅昂多。2009年，他转投通布斯人，并一直被租借在外，2010年曾一度加盟，但未在国内联赛得到出场机会，之后又先后被租借到德莫克拉塔和萨尔盖鲁。
2012年1月，他加盟莫吉米林，并在圣保罗州足球甲级联赛表现出色，从而获得升班马的青睐，租借加盟球队参加巴西足球甲级联赛。  2012年5月20日，雷内首次在巴甲联赛出场，对手是。 6月6日，他在和的比赛中射进在巴甲联赛的首个进球。 他在2012赛季出场31次，帮助球队成功保级。
2013年1月2日，雷内租借到巴甲传统劲旅一年。 他在圣保罗州甲级联赛是球队的主力球员，但在巴甲联赛时担任替补，赛季仅在国内联赛获得13次出场机会。
2013年12月24日，中国足球超级联赛球队广州恒大宣布雷内和球队签约四年。 据巴西媒体报道，雷内的转会费为320万巴西雷亚尔（100万欧元）。 2014年3月8日，他在2014赛季中超联赛首轮广州恒大对阵河南建业的比赛首发出场，首次代表球队在正式比赛亮相。他在下半场为广州恒大首开纪录，最终帮助球队3比0击败对手。尽管雷内因外援名额限制并未进入广州恒大2014年的亚冠参赛名单，但雷内的前插进攻能力在联赛当中得到充分发挥。在整个2014年中超联赛雷内共代表广州恒大出场26次，打进8球帮助球队夺得2014赛季中超冠军。
但在2015赛季中期，雷内遭遇腹股沟重伤，随着保利尼奥的加盟，他在恒大也失去了位置，只能委身预备队。2016年3月，广州恒大正式与雷内解约。